# Asthenes ottonis
Az Asthenes ottonis a madarak (Aves) osztályának verébalakúak (Passeriformes) rendjébe és a fazekasmadár-félék (Furnariidae) családjába tartozó faj.

## Rendszerezése
A fajt Hans von Berlepsch német ornitológus írta le 1901-ben, Siptornis nembe Siptornis Ottonis néven.

## Előfordulása
Dél-Amerikában, az Andok keleti oldalán, Peru területen honos. Természetes élőhelyei a szubtrópusi és trópusi hegyi esőerdők és cserjések.

## Megjelenése
Testhossza 19 centiméter.

## Természetvédelmi helyzete
Az elterjedési területe nem nagy, egyedszáma viszont stabil. A Természetvédelmi Világszövetség Vörös listáján nem fenyegetett fajként szerepel.